# Ontología
La ontología (del griego antiguo ὄν [on] —genitivo ὄντος— [ontos], 'ente'; y λόγος [lógos] 'ciencia, estudio, teoría') o metafísica general es la rama de la filosofía que estudia lo que hay, así como las relaciones entre los entes (por ejemplo, la relación entre un universal —como el rojo— y un particular que lo "tiene" —como una manzana—) o la relación entre un acto (como el que Sócrates bebiera la cicuta) y sus participantes (Sócrates y la cicuta).
Los ontólogos suelen tratar de determinar cuáles son las categorías o géneros más altos y cómo forman un sistema de categorías que proporciona una clasificación abarcadora de todas las entidades. Las categorías comúnmente propuestas incluyen sustancias, propiedades, relaciones, estados de cosas y eventos. Estas categorías se caracterizan por conceptos ontológicos fundamentales, como particularidad y universalidad, abstracción y concreción o posibilidad y necesidad. De interés especial es el concepto de dependencia ontológica, que determina si las entidades de una categoría existen en el nivel más fundamental. Los desacuerdos dentro de la ontología suelen girar en torno a si las entidades pertenecientes a una determinada categoría existen y, en caso afirmativo, cómo se relacionan con otras entidades.
Algunas preguntas ontológicas son: ¿qué es la materia? ¿Qué es un proceso? ¿Qué es el espacio? ¿Qué es el tiempo? ¿Qué es el espacio-tiempo? ¿Hay propiedades emergentes? ¿Se ajustan todos los eventos a alguna(s) ley(es)? ¿Hay especies naturales? ¿Qué hace real a un objeto? ¿Hay causas finales? ¿Es real el azar? Muchas preguntas tradicionales de la filosofía se pueden entender como preguntas ontológicas: ¿Existe Dios? ¿Existen entidades mentales, como pensamientos e ideas? ¿Existen entidades abstractas, como los números? ¿Existen los universales?
Cuando se utilizan como sustantivo contable, los términos "ontología" y "ontologías" no se refieren a la ciencia del ser, sino a las teorías dentro de la ciencia del ser. Las teorías ontológicas se pueden dividir en varios tipos según sus compromisos teóricos. Las ontologías monocategóricas sostienen que solo hay una categoría básica, lo que es rechazado por las ontologías policategóricas. Las ontologías jerárquicas afirman que algunas entidades existen en un nivel más fundamental y que otras entidades dependen de ellas. Las ontologías planas, en cambio, niegan ese estatus privilegiado a cualquier entidad.[cita requerida]

## Perspectiva general
La ontología está estrechamente asociada con la cuestión de Aristóteles sobre el "ser en cuanto ser": la cuestión de qué tienen en común todas las entidades en el sentido más amplio. El principio eleático es una respuesta a esta cuestión: afirma que el ser está inseparablemente ligado a la causalidad, que "el poder es la marca del Ser". Un problema con esta respuesta es que excluye los objetos abstractos. Otra respuesta explícita pero poco aceptada se puede encontrar en el eslogan de Berkeley de que "ser es ser percibido". Íntimamente relacionado pero no idéntico a la cuestión del "ser enquanto ser" es el problema de las categorías. Las categorías generalmente se consideran los tipos o géneros más altos. Un sistema de categorías proporciona una clasificación de entidades que es exclusiva y exhaustiva: cada entidad pertenece exactamente a una categoría. Se han propuesto varias clasificaciones de este tipo, a menudo incluyen categorías de sustancias, propiedades, relaciones, estados de cosas y eventos. En el núcleo de la diferenciación entre categorías se encuentran diversos conceptos y distinciones ontológicas fundamentales, por ejemplo, los conceptos de particularidad y universalidad, de abstracción y concreción, de dependencia ontológica, de identidad y de modalidad. Estos conceptos a veces se tratan como categorías en sí mismos, se utilizan para explicar la diferencia entre categorías o desempeñan otros papeles centrales para caracterizar diferentes teorías ontológicas. Dentro de la ontología, hay una falta de consenso general sobre cómo deben definirse las diferentes categorías. Diferentes ontólogos a menudo no están de acuerdo sobre si una categoría determinada tiene miembros o si cierta categoría es fundamental.

### Particulares y universales
Los particulares o individuos generalmente se contrastan con los universales. Los universales se refieren a características que pueden ser ejemplificadas por varios particulares diferentes. Por ejemplo, un tomate y una fresa son dos particulares que ejemplifican el universal del color rojo. Los universales pueden estar presentes en varios lugares distintos del espacio al mismo tiempo, mientras que los particulares están restringidos a un lugar en un momento dado. Además, los universales pueden estar completamente presentes en diferentes momentos, razón por la cual a veces se les denomina repetibles (repeatables) en contraste con los particulares no repetibles. El llamado problema de los universales es el problema de explicar cómo cosas diferentes pueden coincidir en sus características, por ejemplo, cómo un tomate y una fresa pueden ambos ser rojos. Los realistas sobre los universales creen que hay universales. Pueden resolver el problema de los universales explicando lo común a través de un universal compartido por ambas entidades. Los realistas están divididos entre ellos sobre si los universales pueden existir independientemente de ser ejemplificados por algo ("ante res") o no ("in rebus"). Los nominalistas, en cambio, niegan que haya universales. Tienen que recurrir a otras nociones para explicar cómo una característica puede ser común a varias entidades, por ejemplo, postulando relaciones de semejanza fundamentales entre las entidades (nominalismo de semejanza) (resemblance nominalism) o una membresía compartida a una clase natural común (nominalismo de clases) (class nominalism).

### Abstracto y concreto
Muchos filósofos están de acuerdo en que existe una distinción exclusiva y exhaustiva entre objetos concretos y objetos abstractos. Algunos filósofos consideran que esta es la división más general del ser. Ejemplos de objetos concretos incluyen plantas, seres humanos y planetas, mientras que cosas como números, conjuntos y proposiciones son objetos abstractos. Pero a pesar del acuerdo general sobre los casos paradigmáticos, hay menos consenso en cuanto a cuáles son las marcas características de concreción y abstracción. Sugerencias populares incluyen definir la distinción en términos de la diferencia entre (1) existencia dentro o fuera del espacio-tiempo, (2) tener causas y efectos o no y (3) tener existencia contingente o necesaria.

### Dependencia ontológica
Una entidad depende ontológicamente de otra entidad si la primera entidad no puede existir sin la segunda entidad. Las entidades ontológicamente independientes, por otro lado, pueden existir por sí mismas. Por ejemplo, la superficie de una manzana no puede existir sin la manzana y, por lo tanto, depende ontológicamente de ella. Las entidades a menudo caracterizadas como ontológicamente dependientes incluyen propiedades, que dependen de sus portadores, y límites, que dependen de la entidad que demarcan de su entorno. Como sugieren estos ejemplos, la dependencia ontológica debe distinguirse de la dependencia causal, en la que un efecto depende para su existencia de una causa. A menudo es importante establecer una distinción entre dos tipos de dependencia ontológica: rígida y genérica. La dependencia rígida se refiere a la dependencia de una entidad específica, como la superficie de una manzana depende de su manzana específica. La dependencia genérica, por otro lado, implica una forma más débil de dependencia: dependencia de un cierto tipo de entidad. Por ejemplo, la electricidad depende genéricamente de que haya partículas cargadas, pero no depende de ninguna partícula cargada específica. Las relaciones de dependencia son relevantes para la ontología, ya que a menudo se sostiene que las entidades ontológicamente dependientes tienen una forma de ser menos robusta. De esta manera se introduce una jerarquía en el mundo que trae consigo la distinción entre entidades más y menos fundamentales.

### Identidad
La identidad es un concepto ontológico básico que a menudo se expresa con la palabra "mismo". Es importante distinguir entre identidad cualitativa e identidad numérica. Por ejemplo, considere a dos niños con bicicletas idénticas participando en una carrera mientras su madre está mirando. Los dos niños tienen la misma bicicleta en un sentido (identidad cualitativa) y la misma madre en otro sentido (identidad numérica). A menudo se dice que dos cosas cualitativamente idénticas son indiscernibles. Los dos sentidos de identidad están vinculados por dos principios: el principio de indiscernibilidad de los idénticos y el principio de identidad de los indiscernibles. El principio de indiscernibilidad de los idénticos es indiscutido y afirma que si dos entidades son numéricamente idénticas entre sí, entonces se parecen exactamente entre sí. El principio de identidad de los indiscernibles, por otro lado, es más discutido al hacer la afirmación inversa de que si dos entidades se parecen exactamente entre sí, entonces deben ser numéricamente idénticas. Esto implica que "no hay dos cosas distintas que se parezcan exactamente". Un contraejemplo muy conocido proviene de Max Black, quien describe un universo simétrico que consta de solo dos esferas con las mismas características. Black sostiene que las dos esferas son indiscernibles pero no idénticas, constituyendo así una violación del principio de identidad de los indiscernibles.
El problema de la identidad a lo largo del tiempo se refiere a la cuestión de la persistencia: si, o en qué sentido, dos objetos en diferentes momentos pueden ser numéricamente idénticos. Esto suele denominarse identidad diacrónica, en contraste con la identidad sincrónica. La afirmación de que "la mesa de la habitación contigua es idéntica a la que compraste el año pasado" afirma la identidad diacrónica entre la mesa de ahora y la mesa de entonces. Un ejemplo famoso de la negación de la identidad diacrónica proviene de Heráclito, quien sostiene que es imposible entrar en el mismo río dos veces debido a los cambios que ocurrieron en el medio. La posición tradicional sobre el problema de la persistencia es el endurantismo, la tesis de que la identidad diacrónica en un sentido estricto es posible. Un problema con esta posición es que parece violar el principio de indiscernibilidad de los idénticos: el objeto puede haber sufrido cambios entretanto, resultando en que es discernible de sí mismo. El perdurantismo o cuadridimensionalismo (four-dimensionalism) es un enfoque alternativo que sostiene que la identidad diacrónica solo es posible en un sentido laxo: aunque los dos objetos difieren entre sí en sentido estricto, ambos son partes temporales que pertenecen al mismo todo temporalmente extendido. El perdurantismo evita muchos problemas filosóficos que aquejan al endurantismo, pero el endurantismo parece estar más en contacto con la forma en que normalmente concebimos la identidad diacrónica.

### Modalidad
La modalidad se refiere a los conceptos de posibilidad, realidad y necesidad. En el discurso contemporáneo, estos conceptos suelen definirse en términos de mundos posibles. Un mundo posible es una manera completa de cómo podrían haber sido las cosas. El mundo real es un mundo posible entre otros: las cosas podrían haber sido diferentes de lo que realmente son. Una proposición es posiblemente verdadera si hay al menos un mundo posible en el que es verdadera; es necesariamente verdadera si es verdadera en todos los mundos posibles. Los actualistas y los possibilistas no están de acuerdo en el estatus ontológico de los mundos posibles. Los actualistas sostienen que la realidad es en su núcleo real y que los mundos posibles deben entenderse en términos de entidades reales, por ejemplo, como ficciones o como conjuntos de oraciones. Los posibilistas, por otro lado, asignan a los mundos posibles el mismo estatus ontológico fundamental que al mundo real. Esta es una forma de realismo modal, que sostiene que la realidad tiene características irreductiblemente modales. Otro tema importante en este campo se refiere a la distinción entre seres contingentes y seres necesarios. Los seres contingentes son seres cuya existencia es posible pero no necesaria. Los seres necesarios, por otro lado, no podrían haber fallado de existir. Se ha sugerido que esta distinción es la división más alta del ser.

### Sustancias
La categoría de sustancias ha jugado un papel central en muchas teorías ontológicas a lo largo de la historia de la filosofía. "Sustancia" es un término técnico dentro de la filosofía que no debe confundirse con el uso más común en el sentido de sustancias químicas como el oro o el azufre. Se han dado varias definiciones, pero entre las características más comunes atribuidas a sustancias en el sentido filosófico es que son particulares que son ontológicamente independientes: son capaces de existir por sí mismos. Al ser ontológicamente independientes, las sustancias pueden desempeñar el papel de entidades fundamentales en la jerarquía ontológica. Si la "independencia ontológica" se define como que incluye la independencia causal, entonces solo las entidades autocausadas, como el Dios de Spinoza, pueden ser sustancias. Con una definición específicamente ontológica de "independencia", muchos objetos cotidianos, como libros o gatos, pueden considerarse sustancias. Otra característica definitoria que a menudo se atribuye a sustancias es su capacidad de sufrir cambios. Los cambios implican algo que existe antes, durante y después del cambio. Pueden describirse en términos de una sustancia persistente que gana o pierde propiedades, o de una materia cambiando su forma. Desde esta perspectiva, la maduración de un tomate puede describirse como un cambio en el que el tomate pierde su color verde y gana su color rojo. A veces se sostiene que una sustancia puede tener una propiedad de dos maneras: esencialmente y accidentalmente. Una sustancia puede sobrevivir a un cambio de propiedades accidentales, pero no puede perder sus propiedades esenciales, que constituyen su naturaleza.

### Propiedades y relaciones
La categoría de propiedades consiste en entidades que pueden ser ejemplificadas por otras entidades, por ejemplo, por sustancias. Las propiedades caracterizan a sus portadores, expresan cómo es su portador. Por ejemplo, el color rojo y la forma redonda de una manzana son propiedades de esta manzana. Se han sugerido varias maneras de concebir las propiedades en sí mismas y su relación con las sustancias. El punto de vista tradicionalmente dominante es que las propiedades son universales que se encuentran en sus portadores. Como universales, pueden ser compartidas por diferentes sustancias. Los nominalistas, por otro lado, niegan la existencia de universales. Algunos nominalistas tratan de explicar las propiedades en términos de relaciones de semejanza o de membresía a una clase. Otra alternativa para los nominalistas es conceptualizar las propiedades como particulares simples, los llamados tropos. Esta posición implica que tanto la manzana como su color rojo son particulares. Diferentes manzanas todavía pueden parecerse exactamente entre sí con respecto a su color pero no comparten la misma propiedad particular desde este punto de vista: los dos tropos de color son numéricamente distintos. Otra cuestión importante para cualquier teoría de propiedades es cómo concebir la relación entre un portador y sus propiedades. Los teóricos del sustrato sostienen que hay algún tipo de sustancia, sustrato o particular desnudo (bare particular) que actúa como portador. La teoría de los paquetes (bundle theory) es un punto de vista alternativo que prescinde por completo de un sustrato: los objetos se consideran simplemente un paquete de propiedades. Se mantienen unidos no por un sustrato sino por la llamada relación de compresencia (compresence relation) responsable de la agrupación. Tanto la teoría del sustrato como la teoría de los paquetes pueden combinarse con la conceptualización de propiedades como universales o como particulares.
Una distinción importante entre las propiedades es entre propiedades categóricas y propiedades disposicionales. Las propiedades categóricas se refieren a cómo algo es, por ejemplo, qué cualidades tiene. Las propiedades disposicionales, por otro lado, involucran qué poderes tiene algo, qué es capaz de hacer, incluso si en realidad no lo está haciendo. Por ejemplo, la forma de un terrón de azúcar es una propiedad categórica, mientras que su tendencia a disolverse en agua es una propiedad disposicional. Para muchas propiedades hay una falta de consenso sobre cómo deben clasificarse, por ejemplo, si los colores son propiedades categóricas o disposicionales. El categoricalismo es la tesis de que en un nivel fundamental solo hay propiedades categóricas, que las propiedades disposicionales son inexistentes o dependen de propiedades categóricas. El disposicionalismo es la teoría opuesta, dando primacía ontológica a las propiedades disposicionales. Entre estos dos extremos, hay dualistas que permiten propiedades tanto categóricas como disposicionales en su ontología.
Las relaciones son formas en que las cosas, los relata, se vinculan entre sí. Las relaciones son en muchos aspectos similares a las propiedades en que ambas caracterizan las cosas a las que se aplican. Las propiedades a veces se tratan como un caso especial de relaciones que involucran solo un relatum. Central para la ontología es la distinción entre relaciones internas y externas. Una relación es interna si está completamente determinada por las características de sus relata. Por ejemplo, una manzana y un tomate se encuentran en la relación interna de similitud entre sí porque ambos son rojos. Algunos filósofos han inferido de esto que las relaciones internas no tienen un estatus ontológico propio, ya que pueden reducirse a propiedades intrínsecas. Las relaciones externas, en cambio, no están fijadas por las características de sus relata. Por ejemplo, un libro se encuentra en una relación externa con una mesa al estar encima de ella. Pero esto no está determinado por las características del libro o de la mesa como su color, su forma, etc.

### Estados de cosas y eventos
Los estados de cosas son entidades complejas, a diferencia de las sustancias y propiedades, que generalmente se conciben como simples. Las entidades complejas están construidas a partir de o constituidas por otras entidades. Los estados de cosas atómicos están constituidos por un particular y una propiedad ejemplificada por este particular. Por ejemplo, el estado de cosas de que Sócrates es sabio está constituido por el particular "Sócrates" y la propiedad "sabio". Los estados de cosas relacionales implican varios particulares y una relación que los conecta. Los estados de cosas que se dan efectivo se conocen como hechos. Es controvertido cuál estatus ontológico debe atribuirse a estados de cosas que no se dan efectivo. Los estados de cosas han sido prominentes en la ontología del siglo XX, ya que se propusieron varias teorías para describir el mundo como compuesto de estados de cosas. A menudo se sostiene que los estados de cosas desempeñan el papel de hacedores de verdad: los juicios o afirmaciones son verdaderos porque el estado de cosas correspondiente se da efectivo.
Los eventos ocurren en el tiempo, a veces se piensa que involucran un cambio en la forma de adquirir o perder una propiedad, como que el césped se está secando. Pero desde un punto de vista liberal, la retención de una propiedad sin ningún cambio también puede considerarse un evento, por ejemplo, el césped se mantiene húmedo. Algunos filósofos ven los eventos como universales que pueden repetirse en diferentes momentos, pero la opinión más dominante es que los eventos son particulares y, por lo tanto, no repetibles. Algunos eventos son complejos en el sentido de que se componen de una secuencia de eventos, lo que a menudo se denomina proceso. Pero incluso los eventos simples pueden concebirse como entidades complejas que involucran un objeto, un tiempo y la propiedad ejemplificada por el objeto en ese momento. La llamada filosofía del proceso u ontología de los procesos atribuye primacía ontológica a los cambios y procesos en oposición al énfasis en el ser estático en la metafísica de sustancias tradicionalmente dominante.

## Problemas ontológicos
El filósofo Willard van Orman Quine presentó lo que él llamaba «el problema ontológico» en su artículo Sobre lo que hay:

Un rasgo curioso del problema ontológico es su simplicidad. Puede formularse en dos monosílabos castellanos: «¿Qué hay?». Puede además responderse en una sola palabra: «Todo», y todos aceptarán esta respuesta como verdadera. Sin embargo, esto es sólo decir que hay lo que hay. Queda lugar para discrepancias en casos particulares; y así la cuestión ha persistido a través de los siglos.

En general, cada uno de estos «casos particulares» presenta un problema distinto. Desde la segunda mitad del siglo XX, el naturalismo imperante ha determinado que los debates metafísicos sean principalmente acerca de la existencia o no de todo aquello que parece entrar en conflicto con la descripción del mundo provista por las teorías científicas más exitosas. Esto se refleja en la elección de algunos de los casos que se mencionan a continuación:
- Entidades abstractas: Es ampliamente aceptado que las ideas se conciben según se articulan por la cognición de cada individuo en una de dos categorías: como entidades abstractas, o como entidades concretas.[63] Los números, los conjuntos y los conceptos son algunos ejemplos de entidades que intuitivamente clasificamos como abstractas, mientras que el planeta Venus, este árbol y aquella persona son ejemplos intuitivos de entidades concretas. Sin embargo, todavía no existe un criterio aceptado para decidir cuándo una entidad es abstracta y cuándo concreta, aparte de la intuición. Además, tampoco existe acuerdo sobre si las entidades abstractas siquiera existen, y en caso de que existan, sobre cuáles existen.[64]
- Entidades del sentido común: Al encontrar una silla, ¿debemos decir que lo que hay en el mundo es una silla? ¿O sería más correcto decir que lo que hay, estrictamente hablando, es un montón de moléculas? ¿O quizás un montón de átomos?[65] Este argumento se puede extender a muchas otras entidades del sentido común.
- Universales: Los universales (también llamados propiedades, atributos o cualidades) son los supuestos referentes de los predicados como "verde", "áspero", "amigo" o "insecto".[66] La existencia de los universales se postula para justificar nuestra manera de hablar acerca de los individuos. Así por ejemplo, estamos justificados en decir de una planta que "es verde", porque la planta posee el universal verde, o alternativamente porque el universal verde está presente en la planta. Además, podemos decir de varias cosas que "son todas verdes", porque el universal verde, siendo algo distinto de las cosas, está, sin embargo, presente en todas ellas. El problema de los universales es acerca de si los universales existen, y en caso de que así sea, cuál es su naturaleza: si existen en las cosas (in re), o independientemente de ellas (ante rem), o en nuestra mente, por mencionar algunas posturas.[67]
- Mente: Al abrir una cabeza, lo que vemos no es una mente, con pensamientos, ideas y recuerdos, sino materia. ¿Será que lo mental es una ilusión, y que todo lo que hoy describimos en términos mentales puede reducirse a los procesos físicos que observa la ciencia? ¿O será que lo mental es algo efectivamente existente, inmaterial e inobservable?[62] Para un poco más de discusión, véase El problema mente-cuerpo.
- Agujeros: A primera vista, los agujeros están "hechos de nada". ¿Cómo es posible, pues, referirnos a ellos como si fueran objetos comunes? ¿Cómo es posible percibirlos? ¿Qué percibimos?[68]

### Problema de los universales
El problema de los universales involucra diferentes áreas temáticas que son: la psicología cognitiva, la epistemología y la ontología, entre otros. El problema de los universales se refiere al modo en que pensamos y percibimos, y cuáles son las realidades a ser conocidas.

### Problema mente-cuerpo
En filosofía del espíritu y ciencia cognitiva, el problema mente-cuerpo es el problema de explicar la relación entre la mente (alma para algunos autores) y la materia: cómo es que estados mentales o subjetivos (ej. sensaciones, creencias, decisiones, recuerdos) explican a, interactúan con, o bien supervienen de las sustancias y procesos del mundo de objetos estudiado por la ciencia. Se trata por lo tanto de un problema ontológico; mientras que el problema de otras mentes puede ser entendido como su homólogo epistémico.
El problema fue  descrito por René Descartes en el siglo XVII, y por los filósofos aristotélicos, en la filosofía de Avicena, y en las anteriores tradiciones asiáticas. Una variedad de ontologías han sido propuestas; la mayoría de ellas dualistas (como la cartesiana) o monistas. El dualismo sostiene una distinción entre las esferas material y mental; pudiendo llegar a ser esta última algo sobrenatural. El monismo sostiene que existe solo una realidad, sustancia o esencia unificadora en cuyos términos todo puede ser explicado.
El problema mente-cuerpo está estrechamente ligado a la intencionalidad, la causalidad mental, el problema difícil de la consciencia, el del libre albedrío, el de la significación de los símbolos, el de la identidad del individuo, el problema de otras mentes, etc.

## Tipos de ontologías
Las teorías ontológicas pueden dividirse en varios tipos según sus compromisos teóricos.  Teorías ontológicas particulares o tipos de teorías suelen denominarse "ontologías" (singular o plural). Este uso contrasta con el significado de "ontología" (solo singular) como una rama de la filosofía: la ciencia del ser en general.

### Plano vs policategórico vs jerárquico
Una forma de dividir las ontologías es por el número de categorías básicas que utilizan. Las ontologías monocategóricas sostienen que solo hay una categoría básica, mientras que las ontologías policategóricas implican que hay varias categorías básicas distintas. Otra forma de dividir ontologías es a través de la noción de jerarquía ontológica. Las ontologías jerárquicas (hierarchical ontologies) afirman que algunas entidades existen en un nivel más fundamental y que otras entidades dependen de ellas. Las ontologías planas (flat ontologies), en cambio, niegan tal estatus privilegiado a cualquier entidad. Jonathan Schaffer proporciona una visión general de estas posiciones distinguiendo entre ontologías planas (no jerárquicas), ontologías clasificadas (sorted ontologies) (policategóricas no jerárquicas) y ontologías ordenadas (ordered ontologies) (policategóricas jerárquicas).
Las ontologías planas solo están interesadas en la diferencia entre existencia y no existencia. Son planas porque cada ontología plana puede ser representada por un conjunto simple que contiene todas las entidades a las que esta ontología se compromete. Una exposición influyente de este enfoque proviene de Willard Van Orman Quine, razón por la cual se lo ha denominado el enfoque quineano de la meta-ontología. Esta perspectiva no niega que las entidades existentes pueden subdividirse aún más y pueden tener varias relaciones entre sí. Estos asuntos son cuestiones para las ciencias más específicas, pero no pertenecen a la ontología en el sentido quineano.
Las ontologías policategóricas se preocupan por las categorías del ser. Cada ontología policategórica postula un número de categorías. Estas categorías son exclusivas y exhaustivas: cada entidad existente pertenece exactamente a una categoría. Un ejemplo reciente de una ontología policategórica es la ontología de cuatro categorías de E. J. Lowe. Las cuatro categorías son objeto, género, modo y atributo (object, kind, mode and attribute). La estructura cuádruple se basa en dos distinciones. La primera distinción es entre entidades sustanciales (objetos y géneros) y entidades no sustanciales (modos y atributos). La segunda distinción es entre entidades particulares (objetos y modos) y entidades universales (géneros y atributos). La realidad se construye a través de la interacción de entidades pertenecientes a diferentes categorías: entidades particulares instancian a entidades universales y entidades no sustanciales caracterizan a entidades sustanciales.
Las ontologías jerárquicas están interesadas en el grado de fundamentalidad de las entidades que postulan. Su objetivo principal es descubrir qué entidades son fundamentales y cómo las entidades no fundamentales dependen de ellas. El concepto de fundamentalidad generalmente se define en términos de fundamentación metafísica (metaphysical grounding). Las entidades fundamentales son diferentes de las entidades no fundamentales porque no están basadas en otras entidades. Por ejemplo, a veces se sostiene que las partículas elementales son más fundamentales que los objetos macroscópicos (como sillas y mesas) que componen. Esta es una afirmación sobre la relación de fundamentación entre los objetos microscópicos y macroscópicos. El monismo prioritario de Schaffer es una forma reciente de una ontología jerárquica. Sostiene que en el nivel más fundamental solo existe una cosa: el mundo como un todo. Esta tesis no niega nuestra intuición de sentido común de que los distintos objetos que encontramos en nuestros asuntos cotidianos, como los automóviles u otras personas, existen. Solo niega que estos objetos tengan la forma más fundamental de existencia. Un ejemplo de una ontología jerárquica en la filosofía continental proviene de Nicolai Hartmann. Afirma que la realidad se compone de cuatro niveles: lo inanimado, lo biológico, lo psicológico y lo espiritual. Estos niveles forman una jerarquía en el sentido de que los niveles más altos dependen de los niveles más bajos, mientras que los niveles más bajos son indiferentes a los niveles más altos.

### Ontologías de cosas vs ontologías de hechos
Ontologías de cosas (thing ontologies) y ontologías de hechos (fact ontologies) son ontologías monocategoriales: ambas sostienen que todas las entidades fundamentales pertenecen a la misma categoría. No están de acuerdo sobre si esta categoría es la categoría de cosas o de hechos. Un eslogan para las ontologías de hechos proviene de Ludwig Wittgenstein: "El mundo es la totalidad de los hechos, no de las cosas".
Una dificultad para caracterizar esta disputa es clarificar qué son las cosas y los hechos, y cómo se diferencian entre sí. Las cosas se contrastan comúnmente con las propiedades y relaciones que instancian. Los hechos, por otro lado, suelen caracterizarse por tener estas cosas y propiedades/relaciones como constituyentes. Esto se refleja en una caracterización lingüística aproximada de esta diferencia, en la que los sujetos y objetos de una afirmación se refieren a cosas mientras que la afirmación en su conjunto se refiere a un hecho.
El reísmo en la filosofía continental es una forma de ontología de cosas. Franz Brentano desarrolló una versión del reísmo en su filosofía posterior. Sostuvo que solo existen cosas particulares concretas. Las cosas pueden existir de dos formas: como cuerpos espacio-temporales o como almas temporales. Brentano era consciente del hecho de que muchas expresiones de sentido común parecen referirse a entidades que no tienen un lugar en su ontología, como propiedades u objetos intencionales. Por eso desarrolló un método para parafrasear estas expresiones con el fin de evitar estos compromisos ontológicos.
David Malet Armstrong es un conocido defensor de la ontología de hechos. Él y sus seguidores se refieren a los hechos como estados de cosas. Los estados de cosas son los bloques de construcción básicos de su ontología: tienen particulares y universales como sus constituyentes, pero son primarios en relación con los particulares y universales. Estados de cosas tienen una existencia ontológicamente independiente, mientras que "particulares sin propiedades y universales sin instancia son falsas abstracciones".

### Ontologías constituyentes vs teorías de blob
Las ontologías constituyentes (constituent ontologies) y las teorías de blob (blob theories), a veces denominadas ontologías relacionales, se ocupan de la estructura interna de los objetos. Las ontologías constituyentes sostienen que los objetos tienen una estructura interna compuesta por constituyentes. Esto es negado por las teorías de blobs: sostienen que los objetos son "blobs" sin estructura.
Las teorías de los paquetes (bundle theories) son ejemplos de ontologías constituyentes. Los teóricos de los paquetes afirman que un objeto no es más que las propiedades que "tiene". Según esta teoría, una manzana normal podría caracterizarse como un paquete de color rojo, redondez, dulzura, etc. Los defensores de la teoría de los paquetes no están de acuerdo sobre la naturaleza de las propiedades empaquetadas. Algunos afirman que estas propiedades son universales, mientras que otros sostienen que son particulares, los llamados "tropos".
El nominalismo de clase (class nominalism), por otro lado, es una forma de teoría de blob. Los nominalistas de clase sostienen que las propiedades son clases de cosas.  Instanciar una propiedad es simplemente ser un miembro de la clase correspondiente. Por lo tanto, las propiedades no son constituyentes de los objetos que las tienen.

## Etimología

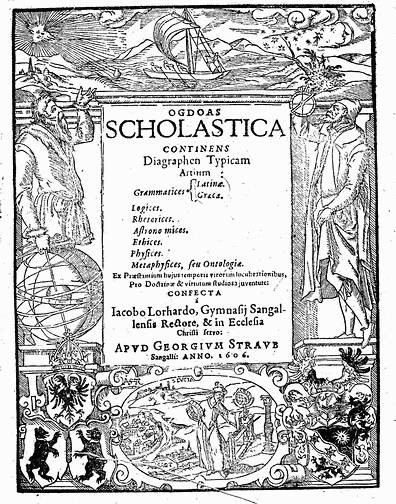
Ogdoas Scholastica (1606) de Jacob Lorhard, el primer texto con la palabra «ontología».

El primero en usar la expresión «ontología» en sentido filosófico fue el filósofo alemán Jacob Lorhard en su obra Ogdoas Scholastica (1606) seguido de Rodolfo Goclenio en su obra Lexicon philosophicum, (Léxico Filosófico, en idioma castellano), en el año 1613 con caracteres griegos. Se afirma allí que la ontología es la filosofía del ente.
Después de diversos usos y su paso a caracteres latinos, el matemático y filósofo alemán Gottfried Leibniz usó la expresión en su libro Introductio ad Encyclopaediam arcanam (1683) y la define como «ciencia de lo que es y de la nada, del ente y del no ente, de las cosas y de sus modos, de la sustancia y del accidente». 
Ya como término técnico, es hallada en la obra Ontologia sive de ente in genere de Jean Le Clerc publicada en 1692 y el filósofo alemán Christian Wolff la populariza definiéndola como «ciencia del ente en general, en cuanto que ente». Afirma que usa un método demostrativo o deductivo y analiza los predicados que corresponden al ente en cuanto ente. Todos estos sentidos contribuyeron a identificarla en la práctica con la metafísica.

## Historia

### Filosofía hindú
La ontología desempeña un papel en la escuela Samkhya de la filosofía hindú desde el primer milenio a. C. La filosofía Samkhya considera que el universo consta de dos realidades independientes: puruṣa (conciencia pura, sin contenido) y prakṛti (materia). El dualismo de sustancias entre puruṣa y prakṛti es similar, pero no idéntico, al dualismo de sustancias entre mente y cuerpo que, siguiendo las obras de Descartes, ha sido central en muchas disputas de la tradición filosófica occidental.: 845  Samkhya considera que la mente es la parte sutil de prakṛti. Se compone de tres facultades: la mente sensorial (manas), el intelecto (buddhi) y el ego (ahaṁkāra). Estas facultades realizan diversas funciones, pero por sí mismas son incapaces de producir conciencia, que pertenece a una categoría ontológica distinta y de la cual solo puruṣa es responsable. La escuela Yoga está de acuerdo con la filosofía Samkhya sobre el dualismo fundamental entre puruṣa y prakṛti, pero difiere de la posición atea de Samkhya al incorporar el concepto de una "deidad personal, pero esencialmente inactiva" o "dios personal" (Ishvara). Estas dos escuelas contrastan con el Advaita Vedanta, que está comprometido con una forma estricta de monismo al sostener que la aparente pluralidad de cosas es una ilusión (Maya) que oculta la verdadera unidad de la realidad en su nivel más fundamental (Brahman).

### Edad Antigua
Los discípulos de Aristóteles utilizaron el término metafísica por primera vez para referirse a lo que su maestro describió como "filosofía primera", posteriormente conocida como ontología. La ontología es la investigación del ser en tanto que es, o del ser en general, más allá de cualquier cosa en particular que es o existe. Algunos filósofos, sobre todo de la escuela de Platón, sostienen que todos los sustantivos se refieren a entidades existentes. Otros afirman que los sustantivos no siempre nombran entidades, sino que ofrecen una forma de referencia a una colección de objetos o sucesos. En este sentido, la mente, en lugar de referirse a una entidad, se refiere a una colección de sucesos mentales experimentados por una persona.

### Edad Media
La ontología medieval estuvo fuertemente influenciada por las enseñanzas de Aristóteles. Los pensadores de este período a menudo se basaban en categorías aristotélicas como sustancia, acto y potencia o materia y forma para formular sus propias teorías. Entre los ontólogos importantes de esta época se encuentran Avicena, Tomás de Aquino, Duns Scotus y Guillermo de Ockham.

#### Tomás de Aquino
Fundamental para la ontología de Tomás de Aquino es su distinción entre esencia y existencia: todas las entidades se conciben como compuestos de esencia y existencia. La esencia de una cosa es lo que esta cosa es, significa la definición de esta cosa. Dios tiene un estatus especial, ya que Él es la única entidad cuya esencia es idéntica a su existencia. Pero para todas las demás entidades finitas existe una distinción real entre esencia y existencia. Esta distinción se manifiesta, por ejemplo, en nuestra capacidad de comprender la esencia de algo sin conocer su existencia. Tomás concibe la existencia como un acto de ser que actualiza la potencia dada por la esencia. Diferentes cosas tienen diferentes esencias, que imponen diferentes límites al acto correspondiente de ser. Los ejemplos paradigmáticos de compuestos de esencia y existencia son sustancias materiales como gatos o árboles. Tomás incorpora la distinción de Aristóteles entre materia y forma al sostener que la esencia de las cosas materiales, en oposición a la esencia de las cosas inmateriales como los ángeles, es la composición de su materia y forma. Así, por ejemplo, la esencia de una estatua de mármol sería la composición del mármol (su materia) y la figura que tiene (su forma). La forma es universal, ya que las sustancias hechas de materia diferente pueden tener la misma forma. Las formas de una sustancia pueden dividirse en formas sustanciales y accidentales. Una sustancia puede sobrevivir a un cambio de forma accidental, pero deja de existir al cambiar la forma sustancial.

### Edad Moderna
La ontología se considera más y más como un dominio separado de la filosofía en el período moderno.  Muchas teorías ontológicas de este período eran racionalistas en el sentido de que consideraban la ontología en gran medida como una disciplina deductiva que parte de un pequeño conjunto de primeros principios o axiomas, una posición mejor ejemplificada por Baruch Spinoza y Christian Wolff. Este racionalismo en la metafísica y la ontología fue fuertemente opuesto por Immanuel Kant, quien insistió en que muchas afirmaciones a las que se llega de esta manera deben ser descartadas ya que van más allá de cualquier experiencia posible que pueda justificarlas. Kant puede afirmar — trasladando esta noción a su propia filosofía — que la ontología es el estudio de los conceptos a priori que residen en el entendimiento y tienen su uso en la experiencia, llevando la noción hacia un sentido más inmanente.[cita requerida]

#### Descartes
La distinción ontológica entre mente y cuerpo de René Descartes ha sido una de las partes más influyentes de su filosofía. En su opinión, las mentes son cosas pensantes, mientras que los cuerpos son cosas extensas. El pensamiento y la extensión son dos atributos que cada uno viene en varios modos de ser. Los modos de pensamiento incluyen juicios, dudas, voliciones, sensaciones y emociones, mientras que las formas de las cosas materiales son modos de extensión. Los modos vienen con un menor grado de realidad, ya que dependen para su existencia de una sustancia. Las sustancias, en cambio, pueden existir por sí mismas. El dualismo de sustancias de Descartes afirma que toda sustancia finita es una sustancia pensante o una sustancia extensa. Esta posición no implica que las mentes y los cuerpos realmente estén separados entre sí, lo que desafiaría la intuición de que tenemos un cuerpo y también una mente. En cambio, implica que las mentes y los cuerpos pueden, al menos en principio, estar separados, ya que son sustancias distintas y, por lo tanto, son capaces de existir de forma independiente. Un problema de larga data para el dualismo de sustancias desde su inicio ha sido explicar cómo las mentes y los cuerpos pueden interactuar causalmente entre sí, como aparentemente lo hacen, cuando una volición hace que un brazo se mueva o cuando la luz que cae sobre la retina causa una impresión visual.

#### Spinoza
Baruch Spinoza es bien conocido por su monismo de la sustancia: la tesis de que solo existe una sustancia. Se refiere a esta sustancia como "Dios o la Naturaleza", enfatizando tanto su panteísmo como su naturalismo. Esta sustancia tiene una cantidad infinita de atributos, que él define como "aquello que el intelecto percibe de la sustancia como constituyente de su esencia". De estos atributos, solo dos son accesibles a la mente humana: pensamiento y extensión. Los modos son propiedades de una sustancia que se derivan de sus atributos y, por lo tanto, solo tienen una forma de existencia dependiente. Spinoza ve las cosas cotidianas, como rocas, gatos o nosotros mismos, como meros modos y se opone así a la concepción tradicional aristotélica y cartesiana de categorizarlas como sustancias. Los modos componen sistemas deterministas en los que los diferentes modos están vinculados entre sí como causa y efecto. Cada sistema determinista corresponde a un atributo: uno para cosas extensas, otro para cosas pensantes, etc. Las relaciones causales solo ocurren dentro de un sistema mientras que los diferentes sistemas funcionan en paralelo sin interactuar causalmente entre sí. Spinoza llama al sistema de modos Natura naturata ("la naturaleza creada") y lo opone a Natura naturans ("la naturaleza creadora"), los atributos responsables de los modos. Todo en el sistema de Spinoza es necesario: no hay entidades contingentes. Esto es así porque los atributos son necesarios en sí mismos y porque el sistema de modos se deriva de ellos.

#### Wolff
Christian Wolff define la ontología como la ciencia del ser en general. La considera una parte de la metafísica, además de la cosmología, la psicología y la teología natural. Según Wolff, es una ciencia deductiva, conocible a priori y basada en dos principios fundamentales: el principio de no contradicción ("no puede suceder que la misma cosa sea y no sea") y el principio de razón suficiente ("nada existe sin una razón suficiente de por qué existe en lugar de no existir"). Los seres se definen por sus determinaciones o predicados, que no pueden implicar una contradicción. Las determinaciones vienen en tres tipos: essentialia, atributos y modos. Essentialia definen la naturaleza de un ser y, por lo tanto, son propiedades necesarias de este ser. Los atributos son determinaciones que se derivan de los essentialia y son igualmente necesarios, en contraste con los modos, que son meramente contingentes. Wolff concibe la existencia como una sola determinación entre otras, que un ser puede carecer. La ontología se interesa por el ser en general, no solo por el ser real. Pero todos los seres, existentes o no, tienen una razón suficiente. La razón suficiente de las cosas sin existencia real consiste en todas las determinaciones que constituyen la naturaleza esencial de esta cosa. Wolff se refiere a esto como una "razón de ser" y lo contrasta con una "razón de devenir", que explica por qué algunas cosas tienen existencia real.

#### Schopenhauer
Arthur Schopenhauer fue un defensor del voluntarismo metafísico: considera la voluntad como la realidad subyacente y última. La realidad en su conjunto solo consta de una voluntad, que se equipara con la kantiana cosa en sí. Como la kantiana cosa en sí, la voluntad existe fuera del espacio y del tiempo. Pero, a diferencia de la kantiana cosa en sí, la voluntad tiene un componente experiencial: se presenta en forma de esfuerzo, deseo, sentimiento, etc. La multiplicidad de cosas que encontramos en nuestras experiencias cotidianas, como árboles o coches, son meras apariencias que carecen de existencia independiente del observador. Schopenhauer las describe como objetivaciones de la voluntad. Estas objetivaciones ocurren en diferentes "pasos", que corresponden a las formas platónicas. Todas las objetivaciones se están fundadas en la voluntad. Esta fundamentación se rige por el principium individuationis, que permite que una multiplicidad de cosas individuales esparcidas en el espacio y el tiempo se fundamentan en la voluntad única.

### SigloXX
Los enfoques dominantes de la ontología en el siglo XX fueron la fenomenología, el análisis lingüístico y el naturalismo. La ontología fenomenológica, ejemplificada por Edmund Husserl y Martin Heidegger, basa su método en la descripción de la experiencia. El análisis lingüístico asigna al lenguaje un papel central para la ontología, como se ve, por ejemplo, en la tesis de Rudolf Carnap de que el valor de verdad de las afirmaciones de existencia depende del marco lingüístico en el que se hacen. El naturalismo da una posición prominente a las ciencias naturales con el propósito de encontrar y evaluar las afirmaciones ontológicas. Esta posición está ejemplificada por el método ontológico de Quine, que involucra analizar los compromisos ontológicos de las teorías científicas.

#### Husserl
Edmund Husserl ve la ontología como una ciencia de esencias (science of essences). Las ciencias de esencias se contrastan con las ciencias fácticas (factual sciences): las primeras son conocibles a priori y proporcionan el fundamento para las segundas, que son conocibles a posteriori.  La ontología como ciencia de esencias no se interesa por los hechos reales, sino por las esencias mismas, si tengan instancias o no. Husserl distingue entre la ontología formal, que investiga la esencia de la objetividad en general, y las ontologías regionales, que estudian las esencias regionales que son compartidas por todas las entidades pertenecientes a la región. Las regiones corresponden a los géneros más altos de entidades concretas: la naturaleza material, la conciencia personal y el espíritu interpersonal. El método de Husserl para estudiar la ontología y las ciencias de la esencia en general se llama variación eidética. Consiste en imaginar un objeto del tipo investigado y variar sus rasgos. El rasgo cambiado es inesencial para este tipo si el objeto puede sobrevivir a su cambio, en caso contrario pertenece a la esencia del tipo. Por ejemplo, un triángulo sigue siendo un triángulo si uno de sus lados se extiende, pero deja de ser un triángulo si se agrega un cuarto lado. La ontología regional consiste en aplicar este método a las esencias correspondientes a los géneros más altos.

#### Heidegger
En el centro de la filosofía de Martin Heidegger está la noción de diferencia ontológica: la diferencia entre el ser como tal y los entes específicos. Acusa a la tradición filosófica de haber olvidado esta distinción, lo que ha llevado al error de entender el ser como tal como una especie de entidad última, por ejemplo como "idea, energeia, sustancia, mónada o voluntad de poder". Heidegger trata de rectificar este error en su propia "ontología fundamental" centrándose en cambio en el sentido del ser, un proyecto que es similar a la meta-ontología contemporánea. Un método para lograr esto es mediante el estudio del ser humano, o Dasein (Ser-ahí), en la terminología de Heidegger. Desarrolla así una ontología originaria llamada “analítica de la existencia” que se encarga de descubrir “la constitución del ser de la existencia”. La ontología se refiere entonces a las condiciones de posibilidad de las existencias o al ser mismo en su apertura originaria. La razón por estudiar ontologia a través del ser humano es que ya tenemos un entendimiento pre-ontológico del ser que moldea cómo experimentamos el mundo. La fenomenología puede utilizarse para hacer explícito este entendimiento implícito, pero tiene que ir acompañada de la hermenéutica para evitar las distorsiones debidas al olvido del ser. En su filosofía posterior, Heidegger intentó reconstruir la "historia del ser" con el fin de mostrar cómo las diferentes épocas en la historia de la filosofía estuvieron dominadas por diferentes concepciones del ser. Su objetivo es recuperar la experiencia original del ser presente en el pensamiento de los primeros pensadores griegos que fue obnubilado por los filósofos posteriores. Heidegger critica la ontología de la tradición como "onto-teología". Además, insiste en diferenciar la metafísica de la ontología, alegando que son radicalmente distintas, pues la primera confunde ser con ente, mientras que la segunda parte precisamente del hecho de que son diferentes.

#### Hartmann
Nicolai Hartmann es un filósofo del siglo XX dentro de la tradición de la filosofía continental. Interpreta la ontología como la ciencia de Aristóteles del ser en cuanto ser: la ciencia de las características más generales de las entidades, generalmente denominadas categorías, y de las relaciones entre ellas. Según Hartmann, las categorías más generales son los momentos del ser (existencia y esencia), los modos del ser (realidad e idealidad) y las modalidades del ser (posibilidad, actualidad y necesidad). Cada entidad tiene tanto existencia como esencia. La realidad y la idealidad, por el contrario, son dos categorías disyuntivas: cada entidad es real o ideal. Las entidades ideales son universales, repetibles y siempre existentes, mientras que las entidades reales son individuales, únicas y destructibles. Entre las entidades ideales se encuentran los objetos matemáticos y los valores. Las modalidades del ser se dividen en las modalidades absolutas (actualidad y no actualidad) y las modalidades relativas (posibilidad, imposibilidad y necesidad). Las modalidades relativas son relativas en el sentido de que dependen de las modalidades absolutas: algo es posible, imposible o necesario porque otra cosa es actual. Hartmann afirma que la realidad se compone de cuatro niveles (inanimado, biológico, psicológico y espiritual) que forman una jerarquía. Partiendo de una crítica de la noción de ontología como metafísica y con ella de toda la escolástica, Hartmann afirma que la ontología es en realidad la crítica que permite descubrir los límites de la metafísica y qué contenidos pueden ser considerados racionales o inteligibles.

#### Carnap
Rudolf Carnap propuso que el valor de verdad de las afirmaciones ontológicas sobre la existencia de entidades depende del marco lingüístico en el que se hacen estas afirmaciones: son internas al marco. Como tales, a menudo son triviales en el sentido de que solo dependen de las reglas y definiciones dentro de este marco. Por ejemplo, se deduce analíticamente de las reglas y definiciones dentro del marco matemático que existen los números. El problema que Carnap vio con los ontólogos tradicionales es que tratan de hacer afirmaciones independientes del marco o externas sobre lo que realmente es el caso. Tales afirmaciones son, en el mejor de los casos, consideraciones pragmáticas sobre qué marco elegir y, en el peor de los casos, totalmente sin sentido, según Carnap. Por ejemplo, no hay ningún hecho sobre si el realismo o el idealismo son verdaderos, su verdad depende del marco adoptado. El trabajo de los filósofos no es descubrir qué cosas existen por sí mismas, sino la "ingeniería conceptual" (conceptual engineering): crear marcos interesantes y explorar las consecuencias de adoptarlos. La elección del marco está guiada por consideraciones prácticas como la conveniencia o la fecundidad, ya que no existe una noción de verdad independiente del marco.

#### Quine
La noción de compromiso ontológico desempeña un papel central en las contribuciones de Willard Van Orman Quine a la ontología. Una teoría está ontológicamente comprometida con una entidad si esa entidad debe existir para que la teoría sea verdadera. Quine propuso que la mejor manera de determinar esto es traduciendo la teoría en cuestión a la lógica de predicados de primer orden. De especial interés en esta traducción son las constantes lógicas conocidas como cuantificadores existenciales, cuyo significado corresponde a expresiones como "existe..." o "para algunos...". Se utilizan para ligar las variables de la expresión siguiente al cuantificador. Los compromisos ontológicos de la teoría corresponden entonces a las variables ligadas por los cuantificadores existenciales. Este enfoque se resume en el famoso dicho de Quine de que "ser es ser el valor de una variable". Este método por sí solo no es suficiente para la ontología, ya que depende de una teoría para resultar en compromisos ontológicos. Quine propuso que deberíamos basar nuestra ontología en nuestra mejor teoría científica. Varios seguidores del método de Quine optaron por aplicarlo a diferentes campos, por ejemplo a las "concepciones cotidianas expresadas en el lenguaje natural".